# Missouri (film)
Missouri (engelska: Across the Wide Missouri) är en amerikansk långfilm från 1951 i regi av William A. Wellman, med Clark Gable, Ricardo Montalban, John Hodiak och Adolphe Menjou i rollerna. Filmen bygger på romanen Across the Wide Missouri av Bernard DeVoto.

## Handling
I 1830-talets Klippiga Bergen kommer pälsjägaren Flint Mitchell (Clark Gable) till sommarens möte med andra bergsmän i området. Han organiserar en jakt in i svartfotsindianernas bäverrika territorium, och ignorerar därmed varningar från sin före detta kollega Brecan (John Hodiak) som lever bland svartfotsindianerna. Flint bjuder även över Brecan för rätten till Kamiah (María Elena Marqués), barnbarnet till indianernas medicinman Bear Ghost och den adopterade dottern till en annan indianledare, Looking Glass (J. Carrol Naish). Flint tar sig nu med några kollegor och sin nya kvinna allt längre in i indianernas områden.

## Rollista
| Clark Gable         | – Flint Mitchell         |
| Ricardo Montalban   | – Ironshirt              |
| John Hodiak         | – Brecan                 |
| Adolphe Menjou      | – Pierre                 |
| J. Carrol Naish     | – Looking Glass          |
| Jack Holt           | – Bear Ghost             |
| Alan Napier         | – Capt. Humberstone Lyon |
| George Chandler     | – Gowie                  |
| Richard Anderson    | – Dick                   |
| María Elena Marqués | – Kamiah                 |

## Produktion
Alla indianspråk talas på riktigt och översätts i filmen till engelska av en av karaktärerna. Filmen spelades in på plats högt upp i klippiga bergen.